# Ломако, Олег Дмитриевич
Олег Дмитриевич Ломако (род. 24 декабря 1992, Казань) — российский хоккеист, нападающий.

## Биография
Воспитанник казанского «Ак Барса». Начинал играть в «Ак Барсе-2» (2008/09, первая лига) и «Барсе» (2008/09 — 2012/13, МХЛ). Сезон-2013/14 начал в команде ВХЛ «Зауралье», в ноябре, сыграв два матча, перешёл в систему казахстанской «Сарыарки» Караганда. Сначала играл за «Беркут» в чемпионате Казахстана, затем стал выступать за «Сарыарку» в ВХЛ, где провёл ещё пять сезонов.
18 июня 2019 года перешёл в «Адмирал», за который провёл 38 матчей в КХЛ. С сезона 2020/21 — игрок команды ВХЛ «Металлург» Новокузнецк. 21 ноября 2023 года покинул клуб и 30 ноября стал игроком белорусской «Юности». С 10 мая по 25 ноября — игрок «Молота». Затем — в ХК «Челны».
Чемпион ВХЛ (2014, 2019). Серебряный и бронзовый призёр ВХЛ («Металлург»).
В сезоне-2014/15 — лучший снайпер ВХЛ (22 гола), лучший форвард чемпионата, обладатель приза имени Анатолия Фирсова как лучший игрок по мнению хоккеистов лиги.
В сезоне-2016/17 — лучший снайпер ВХЛ (22 гола).